# Thomas L. Owens
Thomas Leonard Owens (* 21. Dezember 1897 in Chicago, Illinois; † 7. Juni 1948 in Bethesda, Maryland) war ein US-amerikanischer Politiker. In den Jahren 1947 und 1948 vertrat er den Bundesstaat Illinois im US-Repräsentantenhaus.

## Leben
Thomas Owens besuchte die öffentlichen Schulen seiner Heimat und studierte danach an der  Northwestern University sowie an der DePaul University. Während des Ersten Weltkrieges belegte er im Jahr 1918 einen militärischen Ausbildungslehrgang. Nach einem anschließenden Jurastudium an der Loyola University und seiner 1927 erfolgten Zulassung als Rechtsanwalt begann er in Chicago in diesem Beruf zu arbeiten.
Politisch wurde Owens Mitglied der Republikanischen Partei. Bei den Kongresswahlen des Jahres 1946 wurde er im siebten Wahlbezirk von Illinois in das US-Repräsentantenhaus in Washington, D.C. gewählt, wo er am 3. Januar 1947 die Nachfolge von William W. Link antrat. Dieses Mandat konnte er bis zu seinem Tod am 7. Juni 1948 ausüben. Diese Zeit war von den Ereignissen des beginnenden Kalten Krieges bestimmt.